# Cristina-Adela Foișor
Cristina-Adela Foișor (n. Bădulescu; n. 7 iunie 1967, Petroșani, Hunedoara, România – d. 21 ianuarie 2017, Timișoara, România) a fost o șahistă româncă, Maestru Internațional (masculin) și Mare Maestru Internațional (feminin), multiplă campioană la șah a României.

## Biografie
Născută la 7 iunie 1967 în Petroșani, a studiat matematicile la Universitatea de Vest din Timișoara. Ca șahistă, a devenit Maestru Internațional (feminin) în 1984 și Mare Maestru Internațional (feminin) în 1989, confirmat de FIDE în 1991. În 1993 a obținut titlul de Maestru Internațional (masculin), confirmat de FIDE în 1997. Cel mai bun coeficient ELO, de 2444, l-a avut în octombrie 2001.
A fost de cinci ori campioană națională a României, în anii 1989, 1998, 2011, 2012 și 2013. În 2007 a fost campioană a Uniunii Europene.
A reprezentat România la 14 Olimpiade de Șah, între 1998–2014, a câștigat o medalie de aur și două de argint cu echipa AEM în Cupa Campionilor Europeni și s-a calificat de mai multe ori la Campionatul Mondial feminin. În momentul decesului era clasificată a treia jucătoare activă în România.
A fost declarată cetățean de onoare al orașului Petroșani.

### Viața personală
A fost căsătorită cu maestrul international Ovidiu Foișor (n. 1959), cu care a avut două fete, ambele șahiste de succes: Sabina-Francesca Foișor (n. 1989), care este mare maestru internațional (feminin), și Mihaela-Veronica Foișor (n. 1994), care este maestru internațional (feminin).